# Stadio Sportpark Kaalheide
Lo stadio Sportpark Kaalheide (Stadion Gemeentelijk Sportpark Kaalheide) è uno stadio olandese ubicato a Kerkrade nel quartiere Kaalheide.
È conosciuto principalmente per essere stato l'impianto dove il Roda Kerkrade disputò le sue partite casalinghe fino alla stagione 1999-2000.

## Storia
La costruzione dello stadio iniziò nel 1946 e venne inaugurato nel 1950.
L'ultima partita giocata dal Roda al  Sportpark Kaalheide fu il 14 maggio 2000 nella vittoria per 3-2 contro l'AZ Alkmaar Zaanstreek.
Dalla stagione 2000-2001 lo stadio casalingo dei gialloneri è il Parkstad Limburg Stadion.